# Campionato del mondo di calcio da tavolo 2000 - Categoria individuale Under-19
Il Campionato del Mondo di Calcio da tavolo di Vienna in Austria.
Fasi di qualificazione ed eliminazione diretta della Categoria Under19.
Per la classifica finale vedi Classifica.
Per le qualificazioni delle altre categorie:
- individuale Open
- squadre Open
- squadre Under19
- individuale Under15
- squadre Under15
- individuale Veterans
- squadre Veterans
- individuale Femminile
- squadre Femminile

## Primo Turno

### Girone 1
- Pietro Di Pietrantonio  -  Paulo Gouveia 1-3
- Ilario Dragonetti  -  Christophe Brach 4-0
- Pietro Di Pietrantonio  -  Christophe Brach 3-1
- Ilario Dragonetti  -  Paulo Gouveia 3-2
- Pietro Di Pietrantonio  -  Ilario Dragonetti 0-0
- Christophe Brach  -  Paulo Gouveia 4-2

### Girone 2
- Steven Morawitz  -  Arnaud Canfin 1-0
- Marco Brunelli  -  Paul Sutton 1-0
- Steven Morawitz  -  Paul Sutton 2-0
- Marco Brunelli  -  Arnaud Canfin 2-0
- Steven Morawitz  -  Marco Brunelli 1-1
- Paul Sutton  -  Arnaud Canfin 0-3

### Girone 3
- Sami Targui  -  Adam Beattie 7-0
- Wolfgang Hucek  -  Bruno Mazzeo 3-1
- Sami Targui  -  Bruno Mazzeo 2-1
- Wolfgang Hucek  -  Adam Beattie 8-0
- Sami Targui  -  Wolfgang Hucek 5-1
- Bruno Mazzeo  -  Adam Beattie 6-0

### Girone 4
- Jean-Guillaume Einsle  -  Zdenik Matija 4-1
- Alan Sharp  -  Markus Jurik 0-4
- Jean-Guillaume Einsle  -  Markus Jurik 6-1
- Alan Sharp  -  Zdenik Matija 1-1
- Jean-Guillaume Einsle  -  Alan Sharp 5-1
- Markus Jurik  -  Zdenik Matija 5-0

### Girone 5
- Mike Burns  -  Michal Mejzlik 5-0
- Nelson Fonseca  -  Cedric Garnier 1-2
- Mike Burns  -  Cedric Garnier 0-2
- Nelson Fonseca  -  Michal Mejzlik 4-0
- Nelson Fonseca  -  Mike Burns 2-0
- Cedric Garnier  -  Michal Mejzlik 6-0

### Girone 6
- Nicolas Wlodarczyk  -  Ruaridh McCallum 9-0
- Stephan Boddenberg  -  Vitor Lopes 2-3
- Nicolas Wlodarczyk  -  Vitor Lopes 3-1
- Stephan Boddenberg  -  Ruaridh McCallum 4-0
- Nicolas Wlodarczyk  -  Stephan Boddenberg 2-1
- Vitor Lopes  -  Ruaridh McCallum 13-0

### Girone 7
- Michael Casciano  -  Remi Soret 1-2
- Michael Molinaro  -  Algy Taylor 4-1
- Michael Casciano  -  Algy Taylor 5-0
- Michael Molinaro  -  Remi Soret 2-4
- Michael Casciano  -  Michael Molinaro 0-0
- Remi Soret  -  Algy Taylor 6-1

### Girone 8
- João Pereira  -  Tiago Sousa 1-0
- Wolfgang Haas  -  Julien Quere 0-0
- João Pereira  -  Julien Quere 1-0
- Wolfgang Haas  -  Tiago Sousa 2-2
- Wolfgang Haas  -  João Pereira 2-1
- Tiago Sousa  -  Julien Quere 4-2

## Ottavi di Finale
- Ilario Dragonetti  -  Michael Casciano 1-2
- Marco Brunelli  -  João Pereira 2-1
- Cedric Garnier  -  Wolfgang Hucek 3-0
- Vitor Lopes  -  Jean-Guillaume Einsle 0-2
- Sami Targui  -  Nelson Fonseca 2-0
- Markus Jurik  -  Nicolas Wlodarczyk 0-2
- Remi Soret  -  Pietro Di Pietrantonio 3*-3 d.c.p.
- Wolfgang Haas  -  Steven Morawitz 1-3

## Quarti di Finale
- Michael Casciano  -  Marco Brunelli 2-0
- Cedric Garnier  -  Jean-Guillaume Einsle 2-5
- Sami Targui  -  Nicolas Wlodarczyk 1-4
- Remi Soret  -  Steven Morawitz 3-2 d.t.s.

## Semifinali
- Michael Casciano  -  Jean-Guillaume Einsle 1-5
- Remi Soret  -  Nicolas Wlodarczyk 3-4 d.t.s.

## Finale
- Jean-Guillaume Einsle  -  Nicolas Wlodarczyk 2-3